# Onthophagus tauroides
Onthophagus tauroides är en skalbaggsart som beskrevs av Gillet 1930. Onthophagus tauroides ingår i släktet Onthophagus och familjen bladhorningar. Inga underarter finns listade i Catalogue of Life.